# La batalla de Trafalgar (Turner)

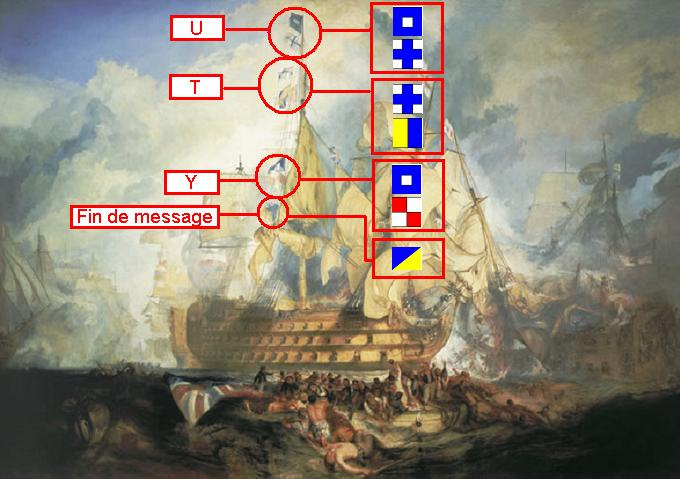
Detalle del cuadro señalando las tres últimas letras -U-T-Y (de duty - deber) del famoso mensaje de Nelson.

La batalla de Trafalgar es una obra de Joseph Mallord William Turner pintada al óleo sobre lienzo con unas medidas de 261,5 x 368,5 cm. Está datado en el año 1822 y actualmente se conserva en el Museo Marítimo Nacional de Londres.

## Historia y temática
La pintura fue encargada por el rey Jorge IV del Reino Unido para el Painted Hall de Greenwich como pendant (pareja) para la obra de Loutherbourg, Lord Howe's action, or the Glorious First of June.
La obra muestra el barco de la Armada Real, HMS Victory en la batalla de Trafalgar. Es uno de los cuadros más conocidos y también más controvertido de J. M. W. Tunner por las inexactitudes históricas que presenta.
Tunner, en realidad, prefirió dar al cuadro un enfoque más simbólico que histórico y en su pintura mezcló varios eventos que sucedieron a lo largo de la batalla. Estos son, según historiadores y expertos navales, algunos de los errores que presenta:  
- En la pintura se puede ver las tres últimas letras del famoso mensaje que Horatio Nelson, antes de entrar en combate, envío a todas sus naves por medio de un código de banderas (11:50); England expects that every man will do his duty (Inglaterra espera que cada hombre cumpla con su deber). Turner muestra el mensaje en el palo mayor cuando en realidad esos mensajes se izaban en el palo de mesana. Además, nada más que se entabló el combate, la señal fue reemplazada casi inmediatamente por el mensaje: engage the enemy more closely («Enfrentarse al enemigo más de cerca»)
- El palo de mesana cayó a las 13:00
- El barco francés Achille que se ve en llamas al fondo, cayó en realidad al atardecer.
- El barco francés Redoutable, también en el fondo de la composición, se está hundiendo cuando lo cierto es que no fue hundido hasta el día siguiente.

Años antes, en 1806, Turner ya había pintado otro cuadro de igual temática y título, Batalla de Trafalgar (1806).